# Austrolebias arachan
Austrolebias arachan es un pez de la familia de los rivulinos en el orden de los ciprinodontiformes.

## Morfología

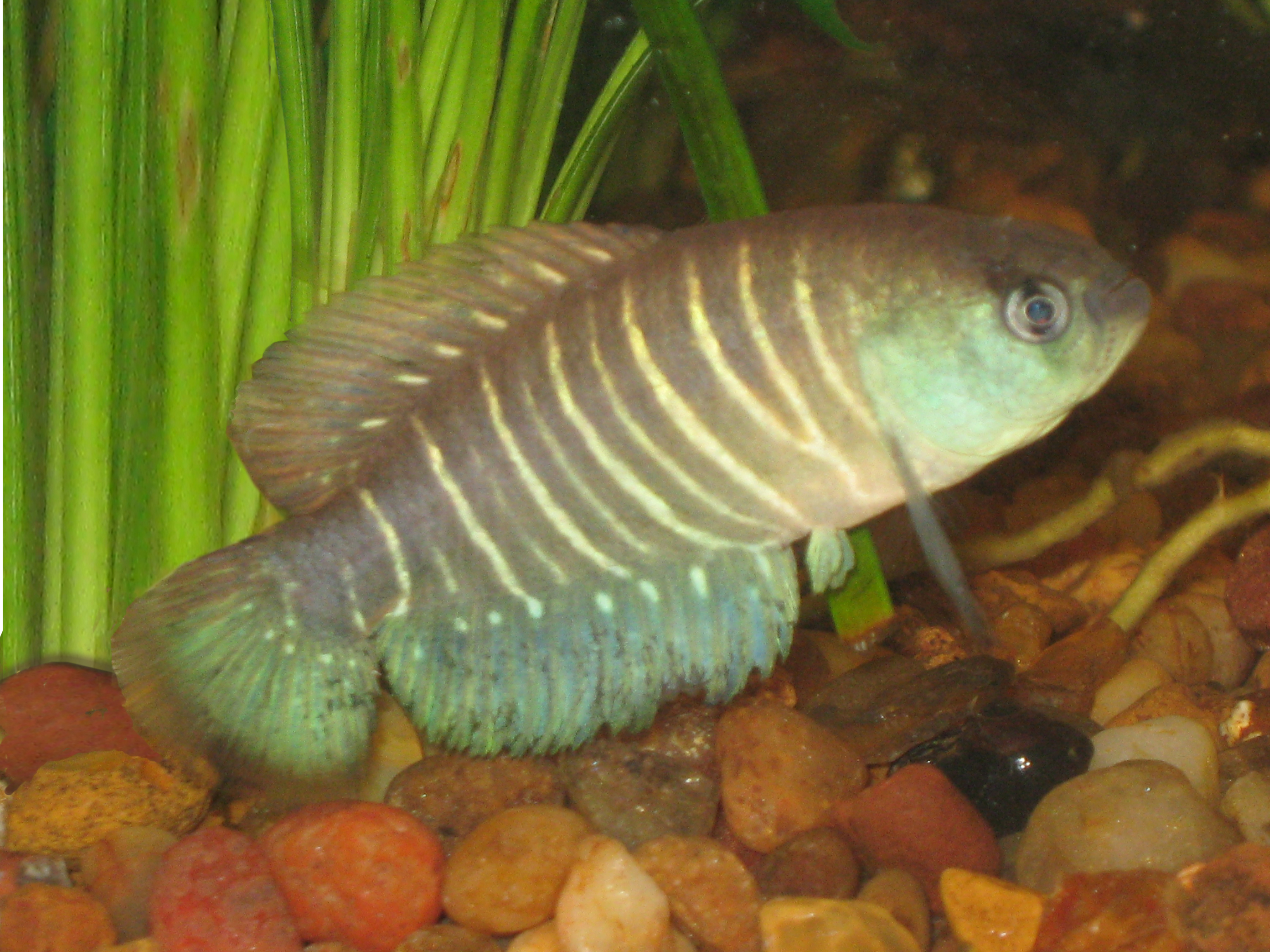
Un ejemplar de Austrolebias arachan en un acuario.

Los machos pueden alcanzar los 4,4 cm de longitud total.

## Distribución geográfica
Se encuentran en Sudamérica: Uruguay y Brasil.